# Luciano Giuliani

Il Maestro Luciano Giuliani

Il Maestro Giuliani (a sinistra) insieme al grande compositore Morricone del quale è stato collaboratore.

Luciano Giuliani (Vecchiazzano, 1945) è un cornista italiano.

## Biografia
Nasce nel 1945 a Vecchiazzano di Forlì da Giacomo e Ada dell’Amore.  Dopo la scuola dell’obbligo studia col Maestro A. Fiorentini presso il Liceo Musicale A. Masini e si diploma al Conservatorio Giovanni Battista Martini di Bologna a pieni voti nel 1963.
Mediante audizione si afferma come primo corno al Teatro dell'Opera di Roma. Si perfeziona col Maestro Domenico Ceccarossi presso il Conservatorio Santa Cecilia di Roma. Consegue in seguito il diploma di scuola superiore presso il ministero dell’istruzione dell’università e della ricerca.
Vincitore di concorso al Teatro alla Scala e alla Rai di Roma dove ricopre il ruolo di primo corno solista dal 1970 al 1993 anno di chiusura dell’orchestra della Rai a Roma.
Collabora con la Scala, l'Accademia Nazionale di Santa Cecilia, con il Teatro dell’Opera anche come prima Tuba Wagneriana.
Concertista, esegue e registra dal vivo gran parte del repertorio solistico e cameristico del corno in tutto il mondo, anche con quintetti d’archi, corno e arpa e corno ed organo. Insegna presso i Conservatori di Musica di Reggio Calabria, Pesaro, Frosinone e Roma. Numerosi suoi allievi oggi ricoprono ruoli di rilievo.
Registra per diverse etichette discografiche.
È stato preparatore di corsi di specializzazione al Teatro lirico sperimentale di Spoleto, all’Accademia Teatro alla Scala e presso l’Orchestra Giovanile Luigi Cherubini di Piacenza diretta dal Maestro R. Muti, presso l’Accademia Nazionale di Santa Cecilia di Roma e all’ Associazione Amici della Musica N. A. Manfroce di Palmi per il concorso nazionale di esecuzione musicale Francesco Cilea.
Ha fatto parte di diversi complessi: Duo Crudeli – Giuliani, Trio di Milano, Insieme di Firenze, Quintetto Romano a fiato, Solisti della Filarmonica, Polimnia Ensemble, Virtuosi, Solisti e Cameristi di Roma e Solisti Veneti.
Ha collaborato con maestri quali Ennio Morricone, Nicola Piovani, Armando Trovajoli per numerose colonne sonore.
Negli anni 80 ha ideato in collaborazione con la ditta Kalison, un Corno doppio, Modello Giuliani Fa/Sib con cilindro traspositore Mi/la rotante.
Presidente e membro di giurie Nazionali ed Internazionali. È presente come didatta e detiene diverse Masterclass.

### Vita privata
Nel 1970 a Roma sposa Carmela Soriani e nel 1990 adottano un figlio, Victor.

Il Maestro Giuliani con la moglie Carmela e il figlio Victor

## Opere didattiche
- "Non solo musica" Libro con CD con frammenti e Trio Schubert op. 119
- "Il corno attraverso la musica" con CD con "richiami di corno solo" di Luciano Giuliani

Autore delle seguenti opere didattiche:
- Edipan – Il corno
- Ricordi – Esercizi giornalieri e coloristica della musica d’oggi
- Tempi Moderni Edizioni – Programma ministeriale
- Riverberi Sonori – Storia, tecnica e ampliamento solistico
- Metodo progressivo con CD per duetti e terzetti di J. S. Bach e S. Mercadante
- 21 quartetti a cura di L. Giuliani (Brani celebri)
- J.S. Bach, 6 suite per violoncello, trascritte per corno, esecuzione e revisione a cura di L. Giuliani

Opera Didattica a cura del Maestro Giuliani

## Partecipazioni RadioTelevisive
Ha partecipato ai più importanti programmi tematici culturali della radio e della televisione italiana, quali: "L'Oro della musica"; L'Interprete; Il Solista con orchestra; I Grandi Virtuosi; Gli Strumenti della musica; "Il Protagonista (Teleromagna)".

## Esecuzioni Solistiche
- Orchestra sinfonica di Roma della RAI
- Johann Sebastian Bach, Concerto Brandeburghese n. 1 in FA BWV 1046, Claudio Laurita, violino; Carlo Romano, oboe; Luciano Giuliani e Alfredo Bellaccini, corni; Sergio Romani, fagotto. Direttore Peter Maag -26/04/1980
- Luigi Cherubini, Due Sonate per corno e orchestra, dir. Gianandrea Gavazzeni -18/05/1985
- Paul Hindemith, Concerto per corno, voce recitante e orchestra Mattia Sbragia, voce recitante, dir. Miltiades Caridis -19/02/1988
- Wolfgang Amadeus Mozart, Concerto in RE n.1 KV 412 e Rondò in MIb KV 371 per corno e orchestra, dir. Otmar Suitner -05/05/1984
- Wolfgang Amadeus Mozart, Concerto in MIb n.2 KV 417 per corno e orchestra, dir. Peter Maag
- Wolfgang Amadeus Mozart, Concerto in MIb n.2 KV 417 per corno e orchestra, dir. Paolo Olmi
- Wolfgang Amadeus Mozart, Concerto in MIb n.2 KV 417 per corno e orchestra, dir. Ferruccio Scaglia
- Wolfgang Amadeus Mozart, Concerto in MIb n.3 KV 447 per corno e orchestra, dir. Luciano Rosada
- Wolfgang Amadeus Mozart, Concerto in MIb n.3 KV 447 per corno e orchestra, dir. Ferruccio Scaglia
- Wolfgang Amadeus Mozart, Concerto in MIb n.4 KV 495 per corno e orchestra, dir. Jerzy Semkow -07/11/1981
- Wolfgang Amadeus Mozart, Sinfonia concertante in Mib per strumenti a fiato e orchestra KV Anh 9, Gianfranco Pardelli, oboe; Franco Ferranti, clarinetto; Luciano Giuliani, corno; Marco Costantini, fagotto, dir. Peter Maag -02/07/1977
- Wolfgang Amadeus Mozart, Sinfonia concertante in MI bemolle KV 297h per strumenti a fiato e orchestra, Carlo Romano, oboe; Franco Ferranti, clarinetto: Luciano Giuliani, corno: Marco Costantini. fagotto, dir. Peter Maag - 15/06/1989
- Robert Schumann, Konzertstick in FA op. 86 per quattro corni e orchestra, Luciano Giuliani, Stefano Aprile, Emilio Mencoboni, Stefano Mangini corni, dir. Lü Jia - 16/11/1991
- Franz Strauss, Concerto in do op. 8 per corno e orchestra, dir. Günther Neuhold 07/06/1986
- Richard Strauss, Concerto n. l in MI bemolle op. 11 per corno e orchestra, dir. Aldo Ceccato - 24/5/1980
- Richard Strauss, Concerto n. 2 in MI bemolle per corno e orchestra dir. Marek Janowski - 04/06/1983
- Richard Strauss, Concerto n. 2 in MI bemolle per corno e orchestra. dir. Gerd Albrecht -03/03/1989
- Carl Maria von Weber, Concertino in MI op. 45 per corno e orchestra, dir. Serge Baudo -15/01/1993

### Esecuzioni cameristiche
- Roma - Auditorium del Foro Italico
- Johannes Brahms, Trio in MI bemolle op. 40 per violino, corno e pf. Lidia Kantardjeva, violino; Luciano Giuliani, corno, Valeri Voskoboynikov, pianoforte 20/02/1979
- Franz Joseph Haydn, Divertimento a 3 in MI bemolle per corno, violino e violoncello Hob. IV:5, Luciano Giuliani, corno; Bruno Novelli, violino; Michele De Luca, violoncello - 09/06/1981
- Wolfgang Amadeus Mozart, Quintetto in MI bemolle KV 452 per pianoforte e fiati, Carlo Bruno, pianoforte; Carlo Romano, oboe; Franco Ferranti, clarinetto: Luciano Giuliani, corno: Rino Vernizzi, fagotto -19/04/1991
- Robert Schumann, Andante e Variazioni per 2 pianoforti, 2 violoncelli e corno, Bruno Canino e Antonio Ballista, pianoforti; Rocco Filippini e Marco Boni, violoncelli - 18/04/1991
- Musiche di Carl Matys, Franz Danzi. Mario Zafred, Ludwg van Beethoven, Luciano Giuliani, corno: Marcella Crudeli, pianoforte 11/01/1983

### Prime esecuzioni
- L. Berio: Number Zoo(quintetto) e concerto a Vienna (Konzerthouse)
- K. Stokhausen: TIEKreis 12 Melodie M.Ancillotti - L. Giuliani
- M. D'Amico: "Arethusa" per oboe e corno. C.Romano Oboe e L. Giuliani corno
- Ada Gentile A.G. Misty: Ab IMIS (solo corno) e Misty (flauto e corno) r. Fabbriciani Fl e L. Giuliani corno
- F. Mannino: Concerto per corno ed archi diretta dall'autore prima assoluta
- T. Procaccini: Corno ed archi vedi CD Edipan PN.CD3076
- I. Raviale: But after love what comes RCALP RL71137(oboe e corno)
- A. Samorì: Studietti da concerto (corno solo)
- M. Zafred: Ode Elegiaca per corno e pianoforte - Radio Vaticana
- S. Sciarrino: Quintetto e vari brani d'insieme
- R. Vlad:  Musiche e lezione concerto dirette dall'autore
- M. Prosperi: Langue l'eco dell'onde lontane
- F. Giammusso: Corno solo da concerto vedi CD
- G. Arrigò: Lo schiavo morente tenore e corno (Ezio di Cesare tenore e L.Giuliani corno)
- B. Maderna: Serenate per un satellite flauto e corno (M. Ancillotti flauto e L.Giuliani corno)
- P. Arcà: Musica d'insieme
- D. Guaccero: Musica d'insieme per orchestra
- N. Rota: Castel del Monte - Bari e Castel del Monte col Maestro
- G. Petrassi: Musica da camera 17 strumenti

Una vita per il corno

## Registrazioni (concertistiche televisive) dal vivo
- 1975 - "Concerto in MIb n.4 KV" - Wolfgang Amadeus Mozart – (Luciano Giuliani, Corno Rai Roma Dir. Ferruccio Scaglia)
- 1977 - "2 Sonate per corno e archi" – Luigi Cherubini - (Luciano Giuliani, Corno Rai Roma Dir. G. Gavazzeni)
- 1980 - "Concerto in MIb n.1 op." - Richard Strauss - (Luciano Giuliani, Corno Rai Roma Dir. Aldo Ceccato)
- 1981 - "Concerto in MIb n.3 KV" - Wolfgang Amadeus Mozart - (Luciano Giuliani, Corno Rai Roma Dir. Ferruccio Scaglia)
- 1981 - "Misty per flauto e corno" - Ada Gentile - (Luciano Giuliani, Corno, Roberto Fabbriciani) - Abbazia di Fossanova
- 1982 - "Misty per flauto e corno" - Ada Gentile - (Luciano Giuliani, Corno, Monica Berni, Flauto) - Castel Sant'Angelo
- 1982 - "Soave sia il vento per sestetto" – Federico Incardona (Luciano Giuliani, Corno, Alfredo Fiorentini, Violino) - Abbazia di Fossanova
- 1983 - "Tierkreis" - Karlheinz Stockhausen - (12 melodien de Mario Ancillotti, Luciano Giuliani, Flauto)
- 1983 - "Notturno op. 8 per corno" - Franz Strauss – (Luciano Giuliani, Corno) - Castel Sant'Angelo
- 1983 - "Concerto in MIb n.2 per corno" – Richard Strauss – (Luciano Giuliani, Corno Rai Roma) - Foro Italico
- 1983 - "Sonata in FA n.2" – Luigi Cherubini – (Luciano Giuliani, Corno) - Oratorio del Gonfalone (Roma)
- 1983 - "Sonata per corno e pianoforte" – Franz Danzi – (Luciano Giuliani, Corno)- Castel Sant'Angelo
- 1983 - "Solo, sinfonia concertante" – Frédéric Nicolas Duvernoy – (Luciano Giuliani, Corno) - Oratorio del Gonfalone (Roma)
- 1983 - "Ab imis per corno" – Ada Gentile – (Luciano Giuliani, Corno) - San Leone Magno
- 1983 - "Serenata per un satellite" – Bruno Maderna – (Luciano Giuliani, Mario Ancillotti) - San Leone Magno
- 1983 - "Sonata per corno e pianoforte" – Matys Karl - (Luciano Giuliani, Corno) - Castel Sant'Angelo
- 1983 - "Quintetto in Mib KV 407"- Wolfgang Amadeus Mozart - (Luciano Giuliani, Corno) - Oratorio del Gonfalone (Roma)
- 1984 - "Concerto in MIb n.1" – Richard Strauss - (Luciano Giuliani, Corno Rai Roma Dir. Aldo Ceccato)
- 1984 - "Concerto in RE K 412 n.1" - Wolfgang Amadeus Mozart- (Luciano Giuliani, Corno Rai Roma Dir. Omar Suitner)
- 1985 - "2 Sonate Giuliani Gavazzeni" - Luigi Cherubini - (Luciano Giuliani, Corno) - Rai Roma
- 1987 - "2 Sonate per corno e archi" - Luigi Cherubini - (Luciano Giuliani, Corno) - Capena
- 1987 - "2 Sonate per corno e archi" - Luigi Cherubini - (Luciano Giuliani, Corno) - Basilica di Santa Francesca Romana
- 1987 - "Sonata 1 per corno e archi" - Luigi Cherubini - (Luciano Giuliani, Corno) - Filacciano
- 1987 - "Aretusa per oboe e corno" - Matteo D'Amico - (Luciano Giuliani Corno, Carlo Romano, Oboe) - Foro Italico
- 1987 - "Quintetto in MIb KV 407" - Wolfgang Amadeus Mozart - (Luciano Giuliani, Corno) - Filacciano
- 1987 - "Quintetto in MIb KV 407" - Wolfgang Amadeus Mozart - (Luciano Giuliani, Corno) - Basilica di Santa Francesca Romana
- 1987 - "Ode elegiaca per corno e pianoforte" - Mario Zafred - (Luciano Giuliani, Corno) - Radio Vaticana
- 1988 - "2 Sonate per corno e archi" - Luigi Cherubini - (Luciano Giuliani, Corno) - Biblioteca statale Antonio Baldini
- 1988 - "2 Sonate per corno e archi" - Luigi Cherubini - (Luciano Giuliani, Corno) - Oratorio del Gonfalone (Roma)
- 1988 - "Concerto per corno e orchestra" - Paul Hindemith - (Luciano Giuliani, Corno) - Foro Italico
- 1988 - "Quintetto in MIb op. 109" - Franz Anton Hoffmeister - (Luciano Giuliani, Corno) - Biblioteca statale Antonio Baldini
- 1988 - "Quintetto in MIb op. 109" - Franz Anton Hoffmeister - (Luciano Giuliani, Corno) - Oratorio del Gonfalone (Roma)
- 1989 - "Concerto in MIb n.2 per corno" - Richard Strauss - (Luciano Giuliani, Corno, Rai Roma) - Foro Italico
- 1990 - "Idyll per corno e quartetto" - Aleksandr Konstantinovič Glazunov - (Luciano Giuliani, Corno) - Basilica di Santa Sabina
- 1990 - "Quintetto in MIb" - Aleksandr Konstantinovič Glazunov - (Luciano Giuliani, Corno) - Basilica di Santa Sabina
- 1992 - "Serenata op. 31 per tenore" - Benjamin Britten - (Luciano Giuliani, Corno, Auditorium Rai Napoli)
- 1992 - "Sonate per singoli strumenti" - Paul Hindemith - (Luciano Giuliani, Massimiliano Damerini)
- 1993 - "Concertino per corno e orchestra" - Carl Maria von Weber - (Luciano Giuliani, Corno, Rai Roma) - Foro Italico
- 1994 - "Musiche di Irma Ravinale, soprano" - Elvira Spica - (Luciano Giuliani, Corno, Roma, CD Pentaphon)
- 1994 - "Musica da concerto" - Giorgio Federico Ghedini - (Luciano Giuliani, Corno, Sabrina Giuliani, Viola) - Orchestra Sinfonica Nazionale
- 1996 - "Sonata in FA n.2" - Luigi Cherubini - (Luciano Giuliani, Corno, Roma) - CD Audio
- 2001 - "Idyll per corno e quartetto" - Aleksandr Konstantinovič Glazunov - (Luciano Giuliani, Corno) - Chiesa Anglicana
- 2001 - "Quintetto per corno" - Franz Anton Hoffmeister - (Luciano Giuliani, Corno) - Chiesa Anglicana
- 2001 - "Quintetto KV 407 per corno" - Wolfgang Amadeus Mozart - (Luciano Giuliani, Corno) - Chiesa Anglicana
- 2002 - "Sinfonia in DO# n.5" - Gustav Mahler - (Luciano Giuliani, Corno) - Auditorium Conciliazione
- 2007 - "Concerto" - Francesco Gianmusso - (Luciano Giuliani, Corno) - Teatro Ghione Roma
- 2010 - "Castel del monte per corno" - Nino Rota - (Luciano Giuliani, Corno) - Teatro Olimpico (Roma)

## Discografia
- Luciano Giuliani, Didattica per il corno. "Tempi moderni Didattica" 2003 - 3 CD Musiche di Tommaso Albinoni, Gioachino Rossini, Luigi Cherubini, Francesco Paolo Tosti. Giuseppe Tartini, Marco Di Bari, Carlo Cecere. Giovanni Bottesini, I Solisti Aquilani, dir. Vittorio Antonellini – CD 6829
- Musiche di Ludwig van Beethoven, Gioachino Rossini, Franz Danzi. Robert Schumann. Luciano Giuliani, corno: Marcella Crudeli, pianoforte - LP Edipan PAN NRC 5029
- Musiche di Luigi Cherubini, Pietro Bottesini, Saverio Mercadante, Girolamo Salieri. Luigi Boccherini, Gaetano Donizetti, in "Discoveries. Il virtuosismo strumentale nell'800 italiano.
- I Solisti di Roma"-CD Musicaimmagine records MR 10031
- Musiche di Michail Glinka, Peter Tchaikovski), Aleksandr Glazunov, Milij Balakirev, Aleksandr Borodin, Polimnia Ensemble - CD Musicalia 070669.30
- Musiche di Paul Hindemith. - LP Edipan PAN NRC 5025
- Musiche di Saverio Mercadante. Luigi Cherubini e Gioachino Rossini. (Giuliani corno, Vincenzo Mariozzi clarinetto) Solisti Aquilani", dir. Vittorio Antonellini - "Nuova Era" CD 6910
- Gaetano Donizetti, Musiche da camera, Polimnia Ensemble - CD Musikstrasse MC 2111
- Francesco Giammusso. Da concerto, secondo movimento - CD numero catalogo 02/07
- Paul Hindemith. Musiche per strumenti a fiato e pianoforte (Massimiliano Damerini pf.). vol. 1- CD Arts 47122-2 Sonata per corno 1939
- Great movie classics (Gershwin, Morricone, Giannini. Ortolani. Rota, Piovani, Umiliani, Lavagnino, Piccioni). "I Cameristi di Roma"- Musikstrasse MC 2115.1
- Gustav Mahler. Sinfonia n. 5 in do diesis, Orchestra dell'Accademia Nazionale di s. Cecilia, Luciano Giuliani, corno obbligato, dir. Myung-Whun Chung CD Musicom MC 0407
- Franco Mannino, Concerto per corno e archi op. 328, Luciano Giuliani corno, Orchestra sinfonica di Roma della RAI, dir. Franco Mannino - CD Carosello 300 574-2 (prima assoluta con l’autore)
- Saverio Mercadante, Musiche da camera, Polimnia Ensemble - CD Agorà Musikstrasse AG 202
- Wolfgang Amadeus Mozart, Quintetto in Mi bemolle KV 452 + Serenata in Si bemolle KV 361 "Gran Partita I Comeristi di Roma" - CD Musicalia 070669-10
- Wolfgang Amadeus Mozart, Serenata in SI bemolle KV 361 "Gran Partita". L. van Beethoven, Rondino in Mi bemolle. "I Solisti dell'Arts Academy di Roma" CD Forum FP 92006
- Teresa Procaccini Quintetto per corno e quartetto d'archi op. 50. Luciano Giuliani, corno: Régis Plantevin e Mireille Mercanton, violini: André Vauquet, viola: François Courvoisier, violonello - CD Edipan PN CD 3076
- Maurizio Prosperi, Langue l'eco dell'onda lontana. Elvira Spica, soprano: Luciano Giuliani. corno - CD Pentaphon CDS 063
- Irma Ravinale, But after Love what comes ?. Luciano Giuliani, corno: Carlo Romano, oboe - LP RCA RL 71137
- Rarità = Musiche di Antonio Vivaldi, Giuseppe Tartini. Saverio Mercadante, "I Cameristi italiani" (Giuseppe Prencipe. violino: Francesco Squarcia viola Luciano Giuliani, corno) CD P&P CDC 027
- Gioachino Rossini, Musiche da camera, Polimnia Ensemble - CD Musikstrasse MC 2101
- Aurelio Samori. Tre Studietti da concerto per corno - LP Edipan PAN LM004. allegato a "la musica" 1. 4 (1985)

Pubblicazione per corno

## Pubblicazioni
- Il corno: dallo sviluppo degli armonici alla coloristica della musica d'oggi - Edipan sd
- Esercizi giornalieri: armonici, tecnica dello staccato e legato e coloristica della musica d'oggi, per corno, Ricordi sd
- Metodo progressivo per corno con cd, Eufonia sd (Bach e Mercadante)
- 12 Studi per il triennio (già compimento inferiore); 12 Studi per il biennio (già diploma) di corno, Eufonia sd (con CD allegato)
- Composizioni per il triennio e il biennio di corno, Eufonia sd (con 2 CD allegati)
- Il corno: storia e tecnica. Ampliamento solistico, repertorio e coloristica orchestrale, Riverberi Sonori 2010 (con 2 CD allegati)
- 21 Quartetti per corno, Eufonia sd (con CD allegato)
- Soli per corno. Omaggio a Ennio Morricone con cd, Eufonia sd, (colonne sonore film)
- Luigi Cherubini, Due Sonate in FA per corno e orchestra d'archi, riduzione per corno e pianoforte a cura di Luciano Giuliani, Eufonia sd (con CD allegato)
- Saverio Mercadante, Concerto per corno e orchestra d'archi. Riduzione per Corno e pianoforte a cura di Luciano Giuliani, Eufonia sd (con CD allegato)
- Saverio Mercadante, Variazioni per corno e orchestra d'archi. Riduzione per corno e pianoforte a cura di Luciano Giuliani, Eufonia sd (con CD allegato)
- Gioachino Rossini, Preludio, Tema e Variazioni per corno e archi. Riduzione per corno e pianoforte, Trascrizione di Nicola Samale, Revisione di Luciano Giuliani, Eufonia sd (con CD allegato)
- Beethoven, Sonata op.17 corno ed Archi e rid. Originale corno e pianoforte A. Naccari - Eufonia

## Riconoscimenti
- Premio internazionale Francavilla 2007 patrocinato dal centro campano di cultura e L'Aiserv per la ricerca virologica della musica di insieme (Farmaci dell'Anima), conferita a L. Giuliani, figura eccelsa della universalità musicale (il suono del corno unito alle testimonianze di Cristo)
- Nominato "Accademico Socio d'Onore" presso l'Accademia Filarmonica di Bologna per gli "Alti Meriti in Campo Musicale e di Concertista".
- Nominato cittadino onorario Regione Calabria, premio “Testa del Filosofo” 2008.
- Nominato cittadino onorario della Città di Palmi (R.C.)